# روکن‌فیگور

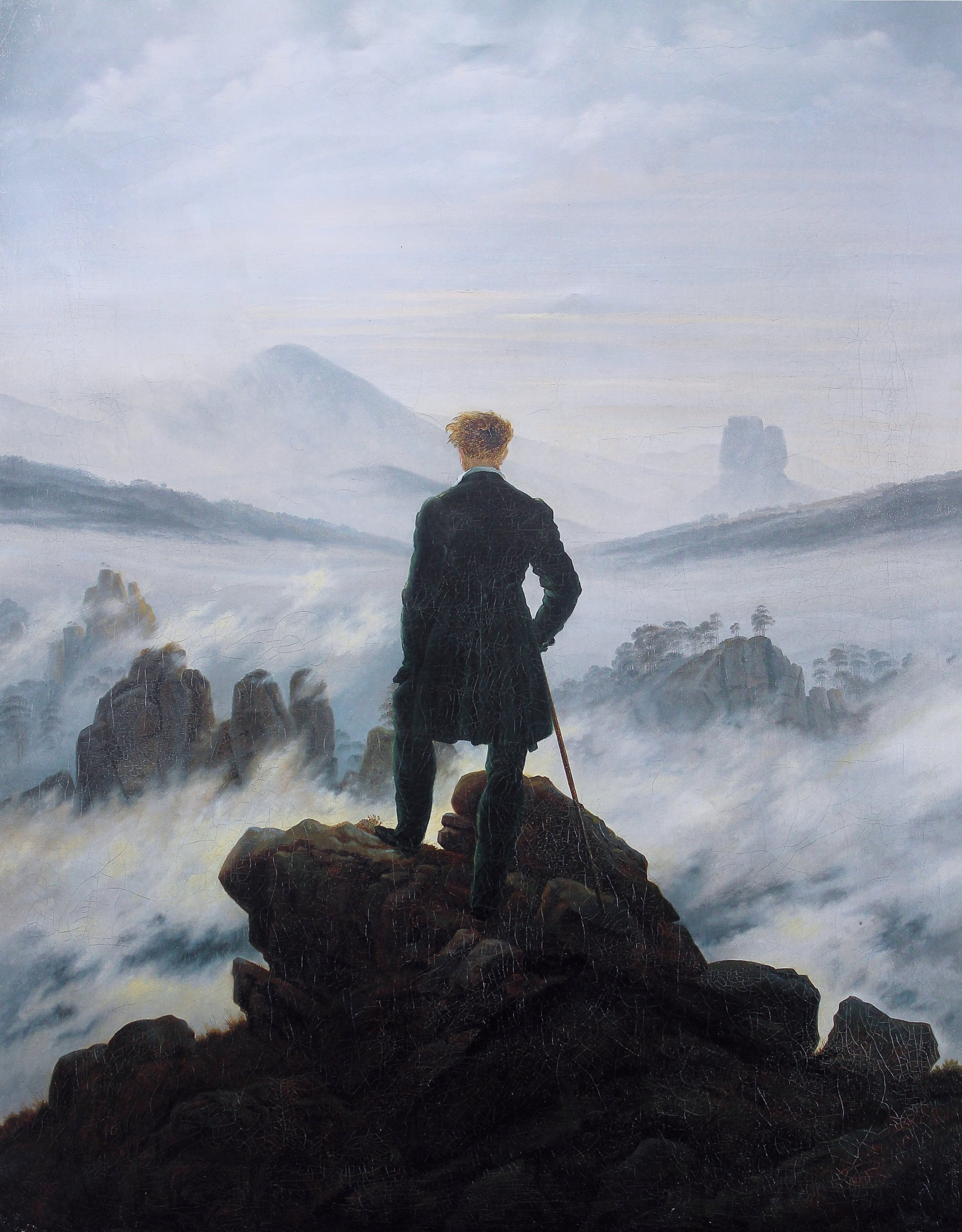
نمونه‌ای مشهور از موتیف روکن‌فیگور: سرگردان بر فراز دریای مه اثر کاسپار داوید فریدریش، ۱۸۱۸

روکن‌فیگور (به آلمانی: Rückenfigur) که به معنای «شخصیت پشت به ما» است، یک تکنیک ترکیبی در نقاشی، هنرهای نگاشتاری، عکاسی و فیلم است. در این تکنیک، شخصی از پشت در پیش‌زمینهٔ تصویر دیده می‌شود که به منظره‌ای پیش رو نگاه می‌کند و این وسیله‌ای است که بیننده می‌تواند با شخصیت تصویر همذات‌پنداری کند و سپس فضای منتقل‌شده را بازسازی کند. این تکنیک معمولاً با نقاشی‌های رمانتیسم آلمانی و به‌ویژه نقاش منظره کاسپار داوید فریدریش مرتبط است. در پژوهش‌های تاریخ هنر، در مورد اینکه آیا روکن‌فیگور واقعاً دعوت به همذات‌پنداری است یا بیشتر مشاهده‌ای درجه دوم را تشویق می‌کند، بحث وجود دارد.
پیش از فریدریش، چنین شخصیت‌هایی معمولاً موضوع اصلی اثر نبودند. گریه بر مسیح جوتو (قرن چهاردهم) نمونه‌ای اولیه از شخصیت‌هایی است که به جای مواجهه با بیننده، پشت کرده‌اند. روکن‌فیگور ممکن است همچنین به شکل عناصر پرکنندهٔ صحنه ظاهر شود.
استانداردهای هنری سنتی بر این باورند که اگر افراد در صحنه حضور دارند، باید رو به بیننده یا در حالت نیم‌رخ باشند. استثناهایی وجود دارد اما معمولاً برای شخصیت‌های فرعی در صحنه‌های شلوغ است. اگرچه فریدریش نخستین هنرمندی نبود که از روکن‌فیگور استفاده کرد، اما او این نوع شخصیت‌های پشت به بیننده را بسیار بیشتر و مداوم‌تر از دیگر هنرمندان به کار برد. استفادهٔ فریدریش از روکن‌فیگور معمولاً به این معنی در نظر گرفته می‌شود که بیننده را به «داخل» نقاشی دعوت می‌کند و او را تشویق می‌کند که دیدگاه شخصیت مرموزی را در نظر بگیرد که چهره‌اش دیده نمی‌شود. سرگردان بر فراز دریای مه به دلیل اهمیت موضوعش شاید مشهورترین روکن‌فیگور در هنر باشد.

## نگارخانه

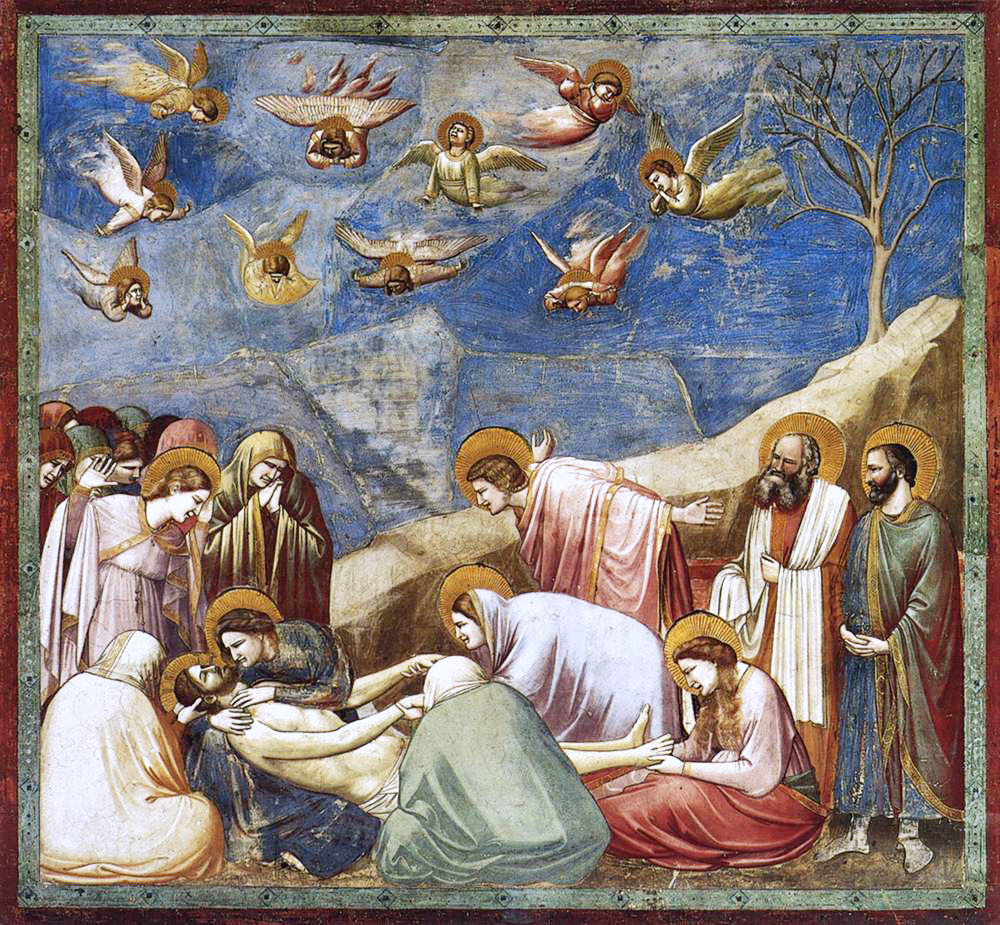
نقاشی دیواری گریه بر مسیح جوتو (قرن چهاردهم) در نمازخانه اسکروونی (پادووا) که شخصیت‌هایی را با پشت به بیننده نشان می‌دهد.
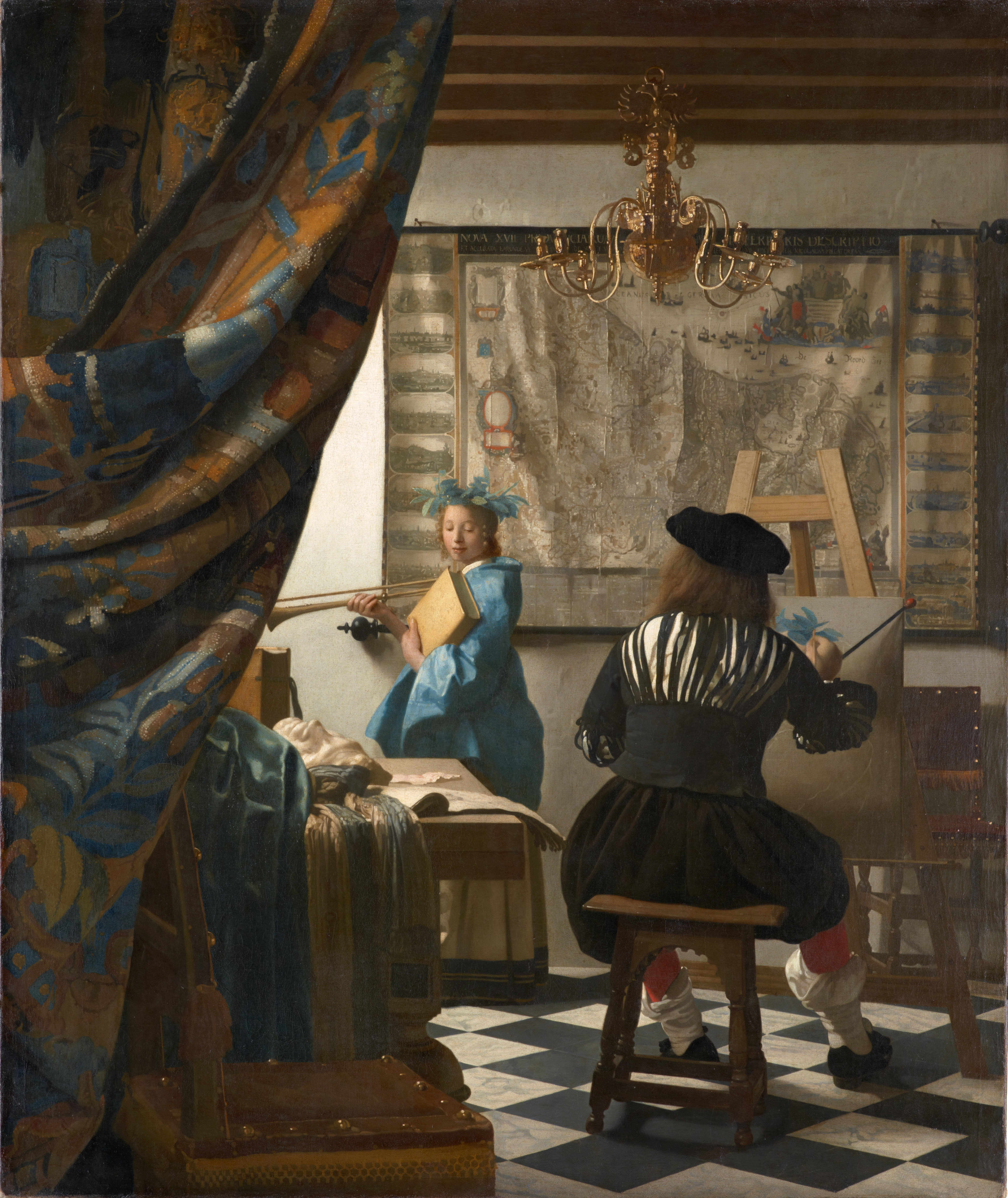
نقاشی هنر نقاشی ورمیر (دهه ۱۶۶۰)
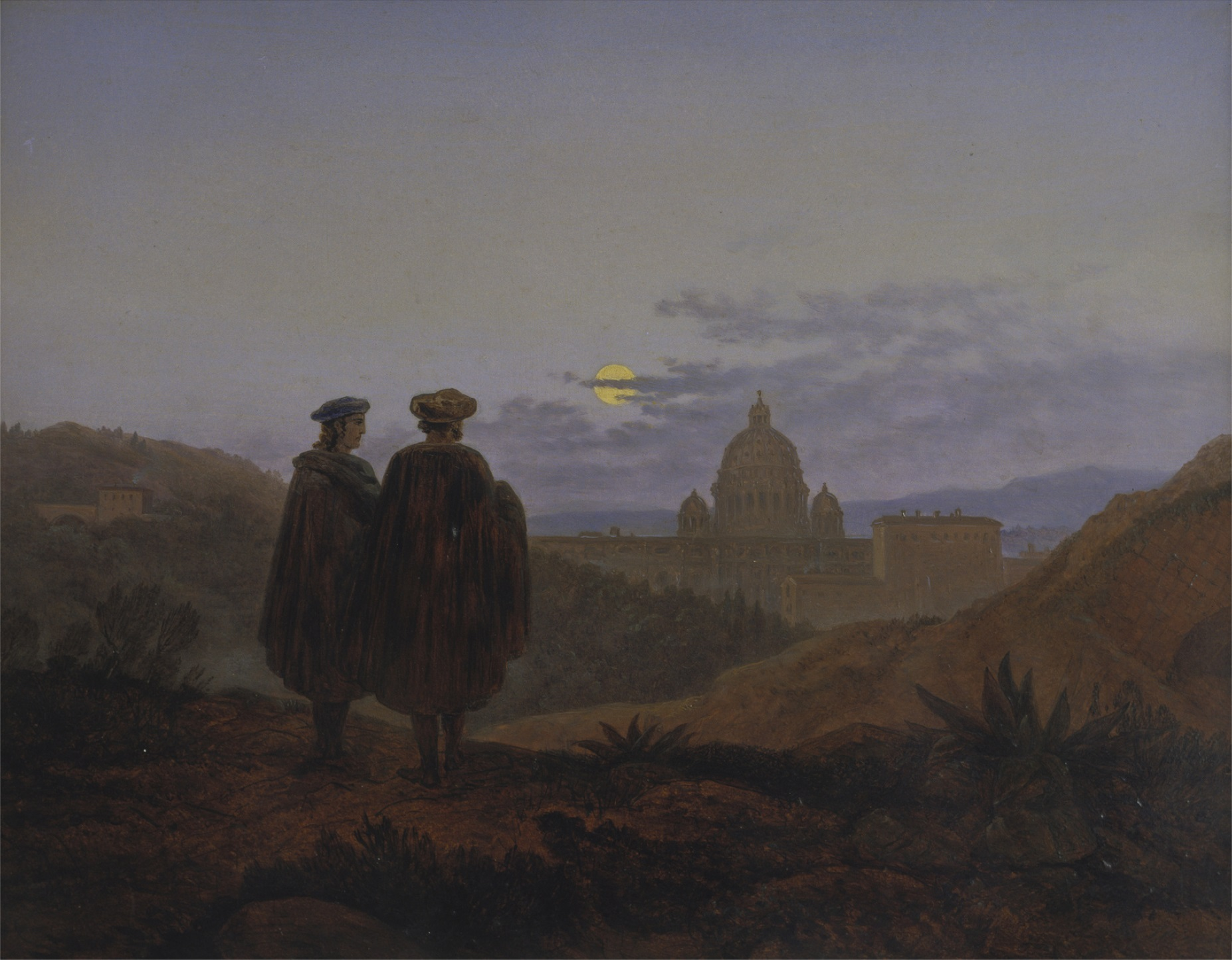
کارل گوستاو کاروس، رافائل و میکل‌آنژ (دهه ۱۸۳۰): «[آن‌ها] نشان‌دهندهٔ تأخیر بیننده معاصر هستند... آن‌ها دقیقاً متعلق به دوره‌ای پیش از ظهور منظره بودند؛ و بنابراین به تصویر کشیدن آن‌ها به عنوان روکن‌فیگورهای رمانتیک بیشتر نمایانگر شکاف بین حال و گذشته است تا پیوستگی با رم»
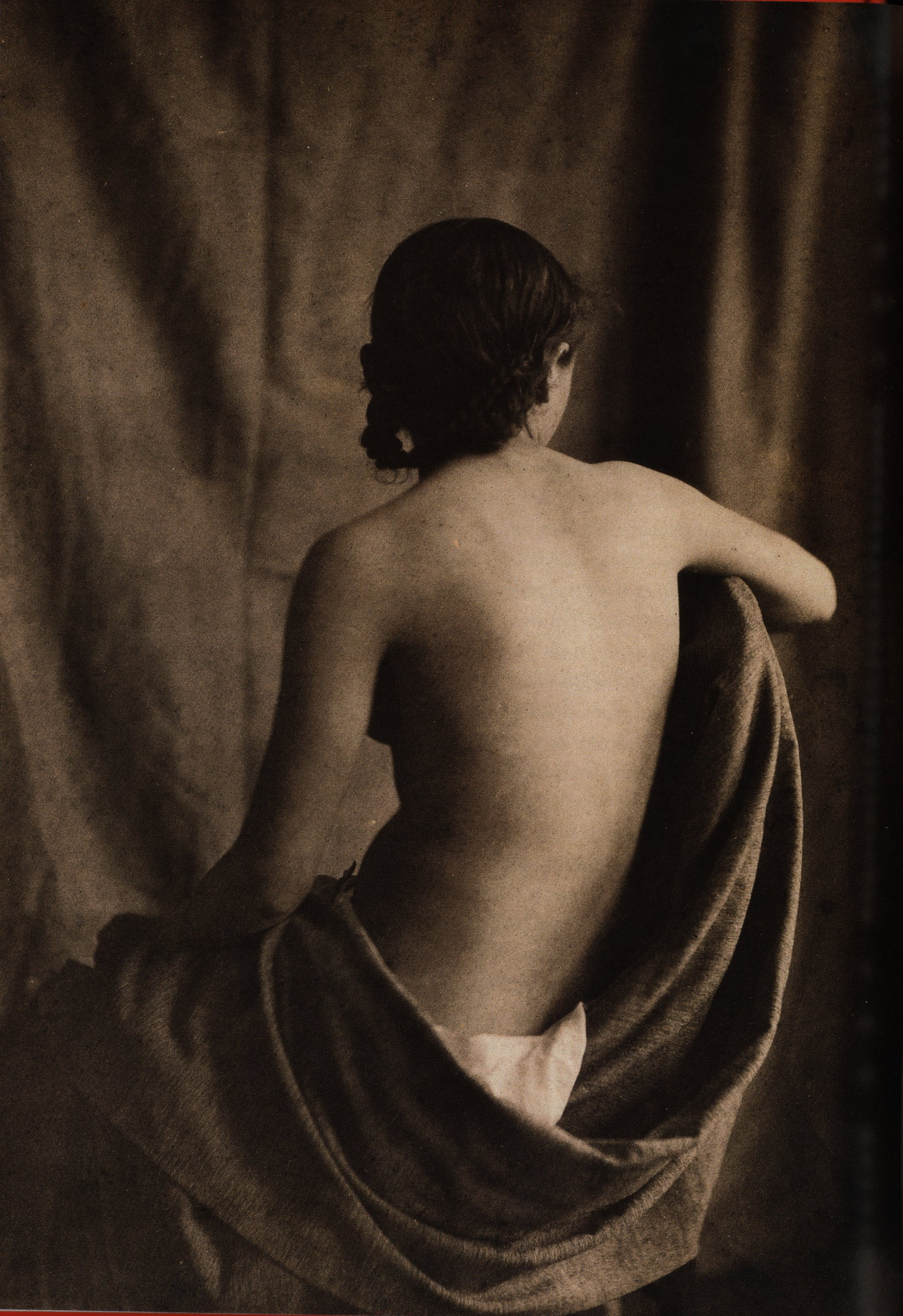
عکس اولیه‌ای از ژان لوئی ماری اوژن دوریه